# Palabra de ladrón
Palabra de ladrón es una serie de televisión producida por Fox International Channels en coproducción con Fox Telecolombia para Teleantioquia y  MundoFOX. Esta protagonizada por Manolo Cardona y Ana Claudia Talancón. Se estrenó en Latinoamérica el 14 de septiembre de 2014 y finalizó su emisión el 7 de diciembre de 2014.
Narra la vida de un criminal de guante blanco, que nunca ha utilizado la violencia, ha cometido cientos de delitos sin ser nunca atrapado por la ley. Ahora se encuentra preso por un asesinato que no cometió. Una fiscal le hace una singular propuesta: por cada caso que él le ayude a resolver, ella hará que le perdonen un año de su condena.

## Argumento
Hernán (Manolo Cardona) es un ladrón de guante blanco, especializado en delitos cibernéticos y robos a gran escala, sin derramar sangre jamás, que es atrapado por la policía cuando es traicionado por sus dos compinches tras finalizar un gran trabajo, y posteriormente condenado a servir una sentencia larga en la prisión.
Ángeles (Ana Claudia Talancón), la fiscal que ha instruido el caso, le ofrece una posibilidad de redención parcial y le propone un trato para realizar investigaciones encubiertas con un ordenador en la prisión, a cambio de la reducción de un año en la condena por cada caso resuelto de forma satisfactoria con su colaboración.

## Reparto
- Manolo Cardona - Hernán López Mendoza
- Ana Claudia Talancón - Ángeles Valencia
- Javier Delgiudice - Somoza
- Helena Mallarino - Jueza Hipólita Uribe
- Juan Fernando Sánchez - Leonardo Valencia 'El Diablo'
- Germán Quintero - Máximo Valencia
- Paola Nuñez - Julia Lagos
- Antonio Gaona - Javier Giraldo
- Rafael Uribe Ochoa - Vega
- Héctor García Cortés - Detective Osorio
- Jairo Camargo - Carlos Miranda
- Aldemar Correa - Santiago Duarte
- Félix Antequera - Antonio 'Tony' Armero